# Islam im Vereinigten Königreich

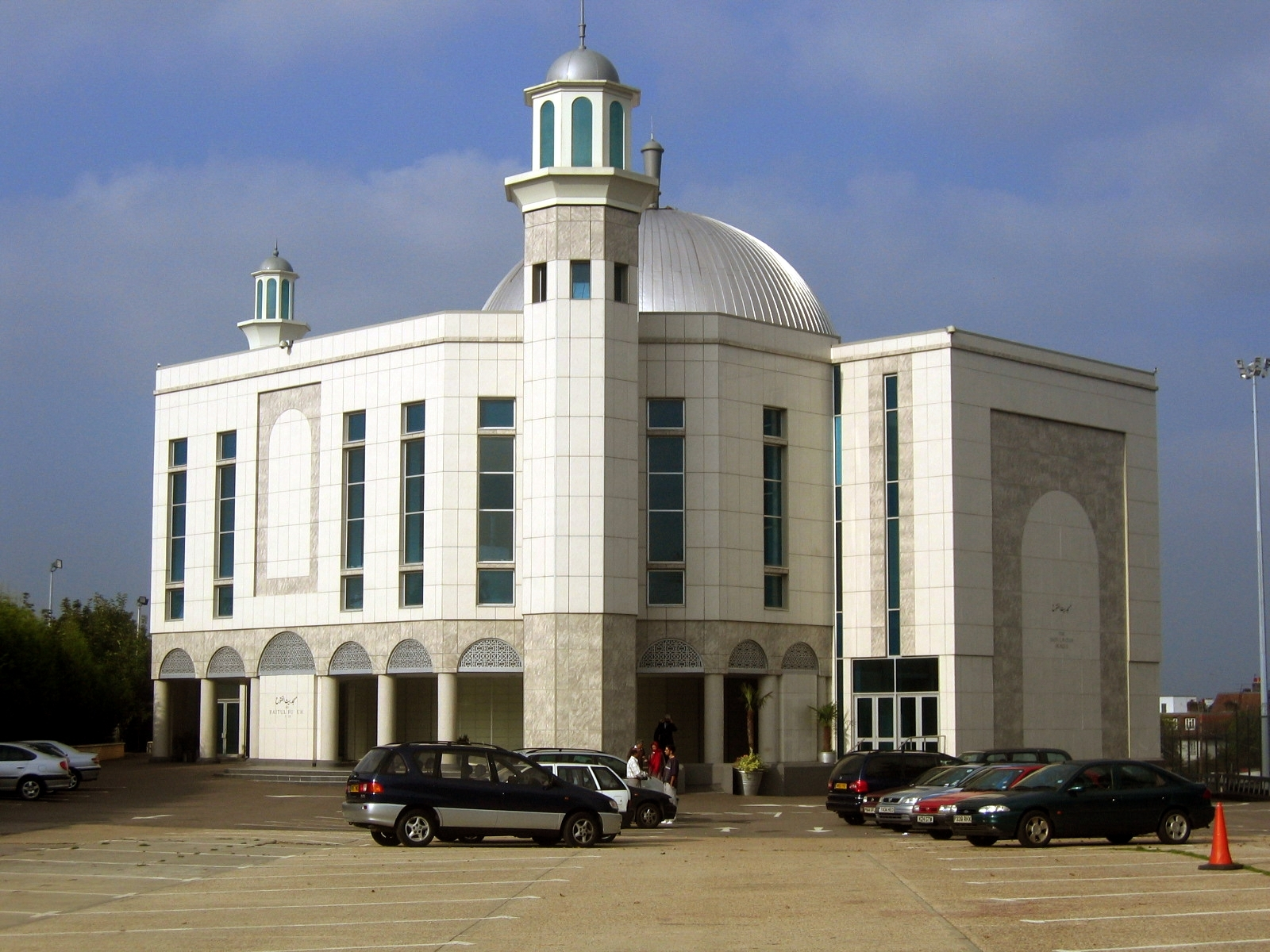
Die Bait-ul-Futuh-Moschee ist eine der größten Moscheen Europas.

Das Bestehen des Islam im Vereinigten Königreich als Religion wird seit 1707 erwähnt.
Mit dem Trinitarian Act 1812 wurde der Islam als Religion im Vereinigten Königreich staatlich anerkannt.
In den 1950er Jahren erfolgte durch Migration aus den ehemaligen britischen Kolonien ein Zustrom von Muslimen. Heute ist der Islam die zweitgrößte Religion in allen vier Ländern des Vereinigten Königreichs. Die Anzahl der Muslime wurde im Jahr 2010 auf etwa 3,2 Millionen geschätzt. 2021 lag sie bei 3,9 Millionen.
Aufgrund der wachsenden Anzahl der Muslime wurden inzwischen über 1500 – größtenteils sunnitische – Moscheen errichtet. Die meisten Moscheen wurden von Muslimen mit südasiatischen Wurzeln – Pakistani und Bengalen – erbaut, weitere von Arabern, Türken und Somalis.

## Entwicklung über die Jahre

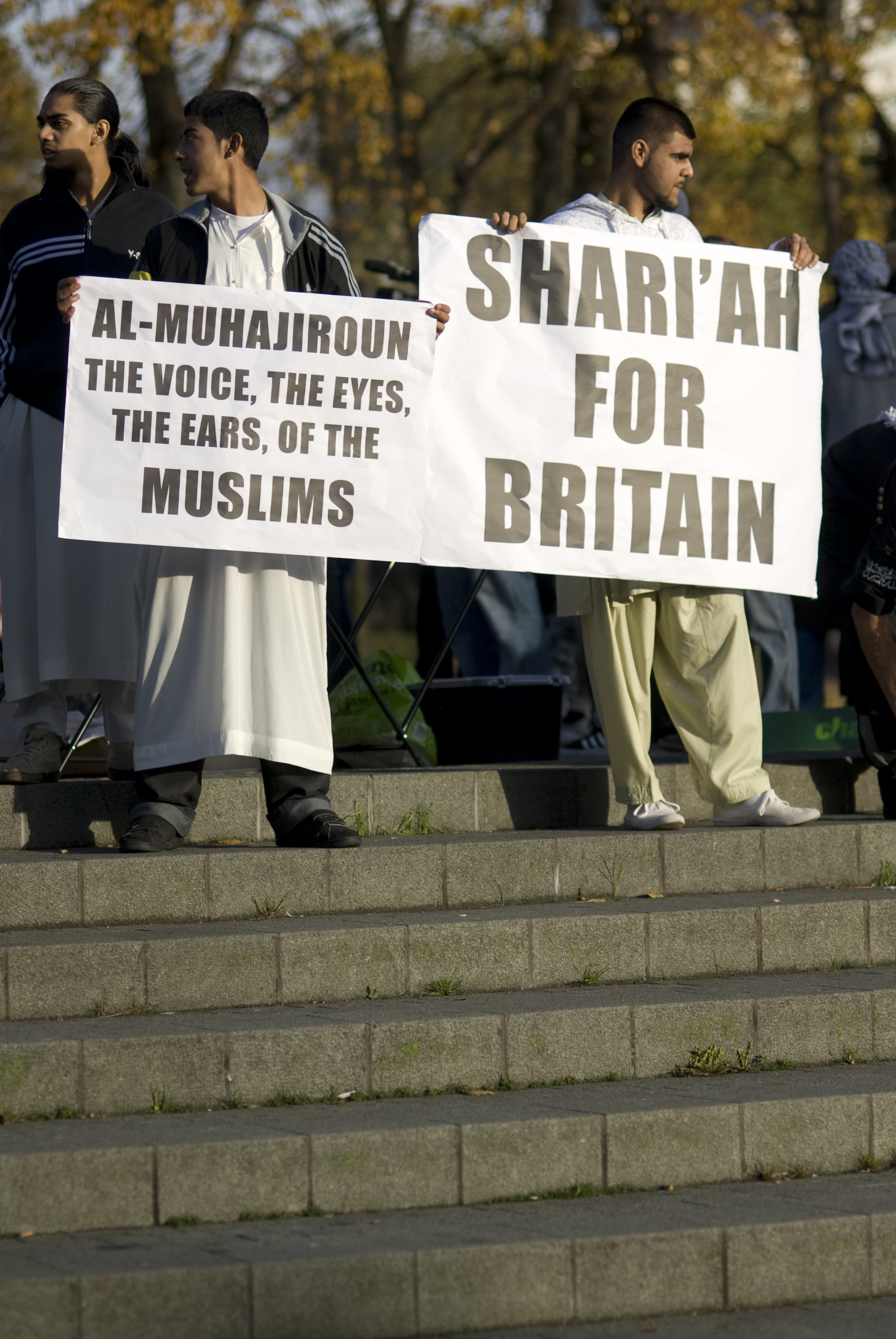
Salafistische Demonstranten, die sich als Muhadschirun bezeichnen, verlangen die Einführung der Scharia in Großbritannien

Zwischen 2001 und 2009 war der Islam auf dem zweiten Rang der am schnellsten zunehmenden Religionen im Vereinigten Königreich.
| Jahr | Anzahl Muslime | Bevölkerung von England und Wales | Muslime (% der Bevölkerung) | Registrierte Moscheen | Muslime je Moschee |
| ---- | -------------- | --------------------------------- | --------------------------- | --------------------- | ------------------ |
| 1961 | 50.000         | 46.196.000                        | 0,11                        | 7                     | 7143               |
| 1971 | 226.000        | 49.152.000                        | 0,46                        | 30                    | 7533               |
| 1981 | 553.000        | 49.634.000                        | 1,11                        | 149                   | 3711               |
| 1991 | 950.000        | 51.099.000                        | 1,86                        | 443                   | 2144               |
| 2001 | 1.600.000      | 52.042.000                        | 3,07                        | 614                   | 2606               |
| 2010 | 2.869.000      | 62.369.000                        | 4,60                        | 1500                  | 1912               |
| 2021 | 3.998.875      |                                   | 6,0                         |                       |                    |

## Konversionen
2001 lag die Anzahl der Konvertiten bei ca. 61.000. Eine Studie spekulierte auf Basis von Umfragen in einigen Londoner Moscheen, dass zwischen 2001 und 2010 jährlich etwa 5000 weitere Konversionen stattgefunden hätten und die Gesamtzahl 100.000 erreicht hätte.

## Verteilung
Die größte Anzahl der Muslime im Vereinigten Königreich befindet sich in England und Wales, wo im Jahr 2001 etwa 1.536.000 der insgesamt 1.591.000 (96 Prozent) Muslime lebhaft waren. Diese bildeten ungefähr drei Prozent der Bevölkerung, wobei in Schottland nur rund 42.000 (0,84 Prozent) und in Nordirland etwa 1.900 (0,84 Prozent) lebten.
Die Entstehung der English Defence League hat zu zahlreichen Demonstrationen in britischen Städten mit großen Anzahlen an Muslimen geführt.